# Абонентська радіоточка

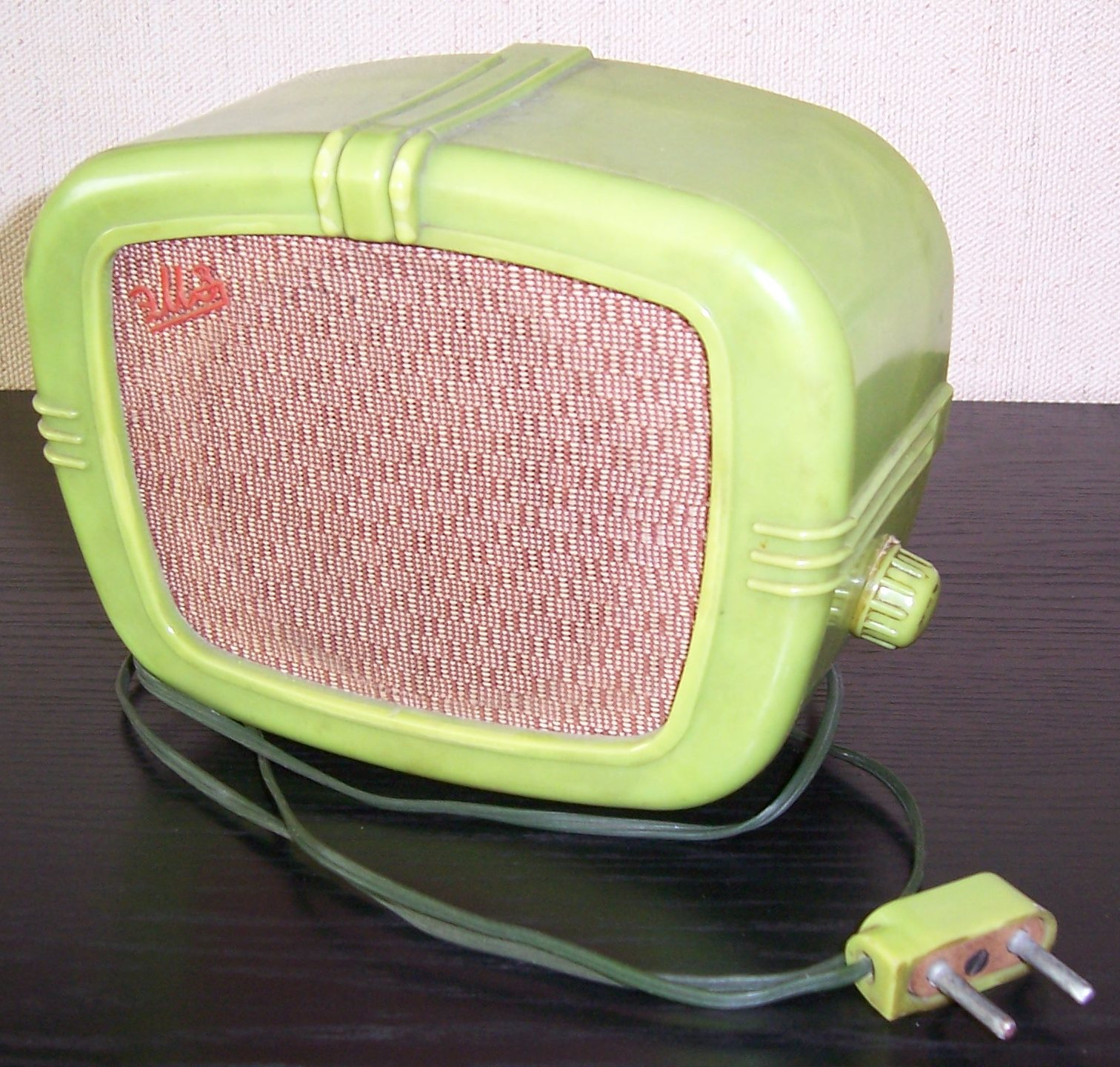
Абонентський гучномовець «ЭМЗ». 1952 рік.

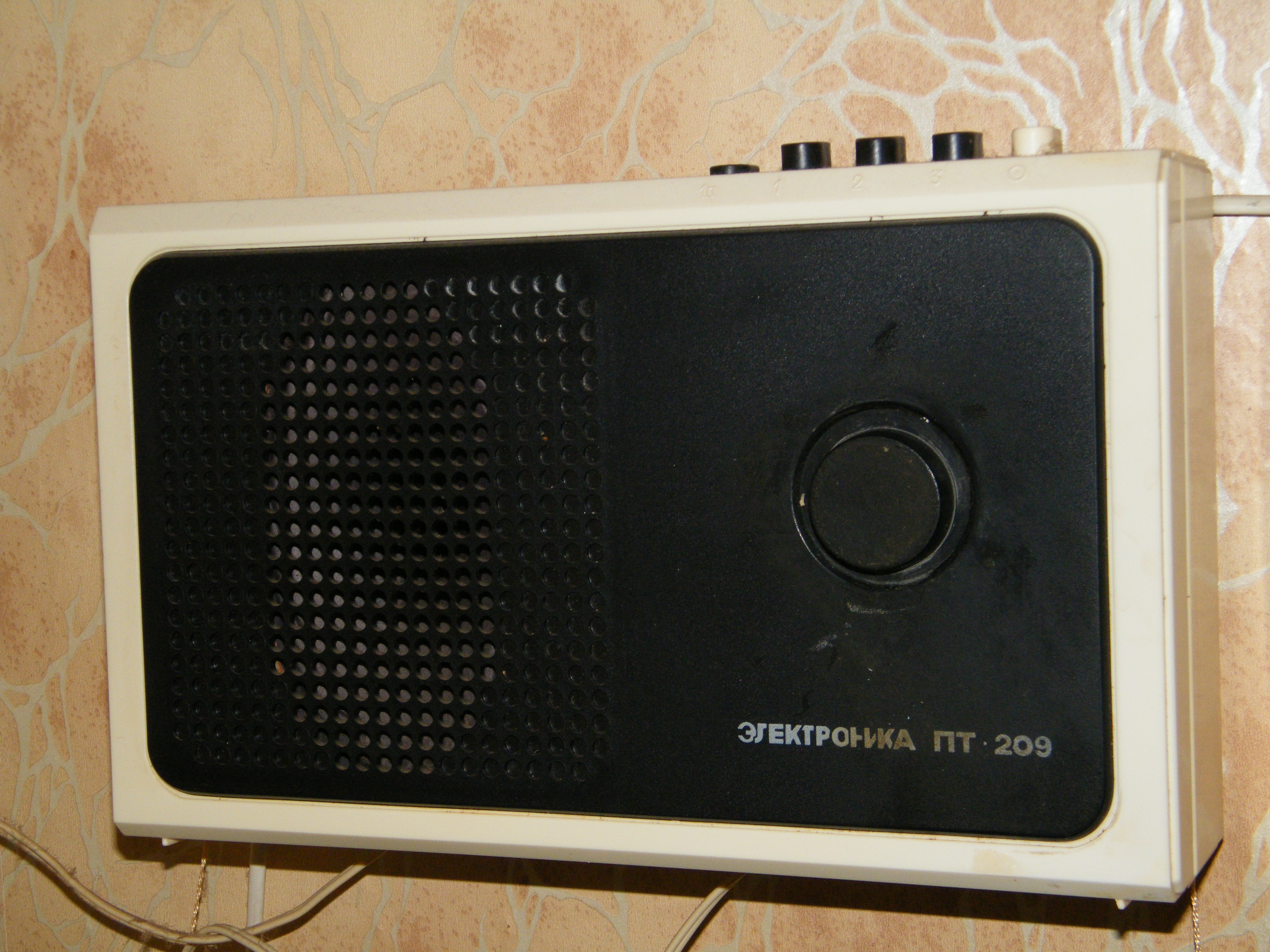
3-програмний абонентський приймач «Електроніка ПТ-209». 1980-ті роки.

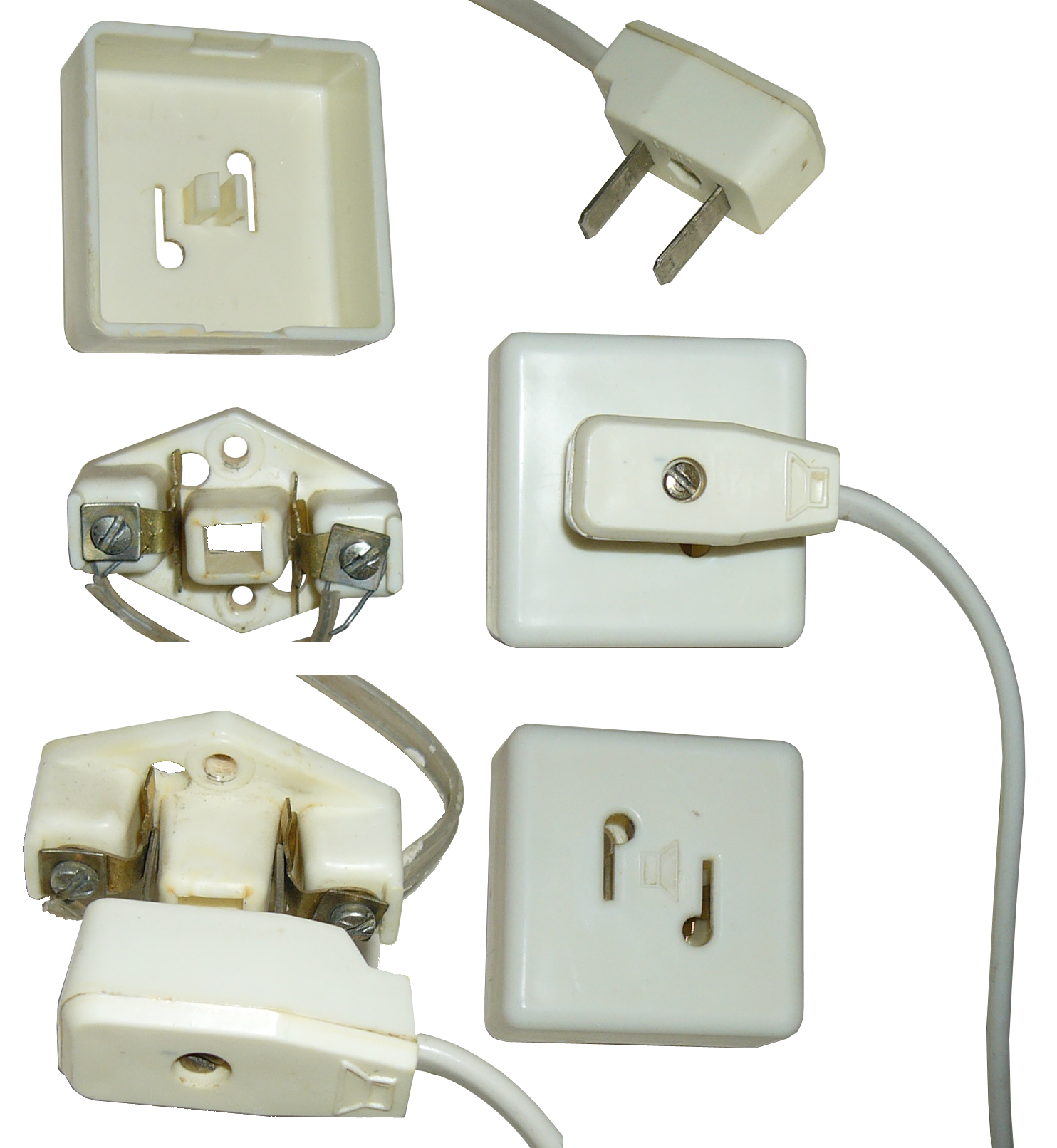
Вилка ВПВ-1 з розеткою РПВ-1 для абонентської радіоточки.

Абонентська радіоточка (розм. — радіо) — репродуктор для дротового радіо; абонентський гучномовець.

## Опис і пов'язані поняття
- Абонентська радіоточка — частина лінійних споруд мережі дротового мовлення; починається від обмежувальної коробки або обмежувальної перемички і закінчується абонентською розеткою.
- Абонентська розетка — пристрій, призначений для підключення абонентського пристрою до мережі дротового мовлення.
- Абонентський пристрій — підключаємий до абонентської розетки технічний засіб (абонентський гучномовець, приймач трьохпрограмного дротового мовлення, радіонавушники, а також інші технічні пристрої), призначений для прийому і відтворення радіопрограм та іншої інформації, що передається по мережі дротового мовлення.
  - Абонентський гучномовець [1]— побутовий радіоелектронний апарат, призначений для прийому і відтворення трансляційних програм, переданих по мережі дротового мовлення.
  - Трьохпрограмний приймач дротового мовлення — побутовий радіоелектронний апарат, призначений для прийому і відтворення трансляційних програм, переданих по мережі трьохпрограмного дротового мовлення
  - Трьохпрограмний пристрій дротового мовлення — побутовий радіоелектронний апарат, призначений для прийому трансляційних програм, переданих по мережі трьохпрограмного дротового мовлення, з наступним відтворенням через побутову акустичну систему.

Більш загальновживана назва цього пристрою — репродуктор, побутова назва — «радіо». Існують прості радіоточки, щоб забезпечити відтворення тільки першої програми дротового мовлення, яка передається безпосередньо на звуковій частоті, і трьохпрограмні радіоточки, які здатні відтворювати, крім першої, другу і третю програми дротового радіомовлення, які передаються по тих же дротах у вигляді амплітудно-модульованих сигналів з частотою носія 78 кГц (друга програма) і 120 кГц (третя програма).
На початку 1990-х років був анонсований перехід на п'ятипрограмну модель мовлення.[джерело?]
Проста радіоточка складається з регулятора гучності (змінного резистора), узгоджувального трансформатора і динамічної головки, а також корпусу та шнура для підключення до радіомовної мережі.
Спочатку конструкція штепсельної вилки і розетки була ідентична вилці і розетці електричної мережі змінного струму, хоча радіовилка й мала контакти меншого діаметра (3,5 мм проти 4 мм у мережевої) і меншу відстань між ними. Внаслідок цього користувачі іноді помилково вмикали репродуктор до електромережі, що призводило до виходу репродуктора з ладу. Через це у 1980-х роках запроваджено новий тип вилок і розеток — з плоскими контактами. Існують розетки, що дозволяють використовувати обидва типи вилок — старі і нові.

## Цікаві факти
- У народі має іронічно-глумливу назву «брехунець», яка закріпилася за радянських часів в Україні і не тільки, висвітлюючи таким чином ставлення людей до відфільтрованої цензурою інформації що подавалася.[2][3][4][5][6][7][8][9][10][11][12][13][14][15][16][17][18][19][20][21][22][23][24][25][26][27][28][29]
- Радіоточка входить в систему оповіщення населення про надзвичайні ситуації (цивільна оборона). Саме першу її кнопку слід вмикати при звуках сирени «Увага всім» («повітряна тривога»).
- У радянських магнітофонах була передбачена можливість записувати радіопередачі з трансляційної мережі: був окремий вхід з відповідним дільником напруги, а в комплект входив спеціальний кабель.
- На багатьох заводах, у великих установах, школах, у селах, крім міської радіомережі, була внутрішня радіотрансляційна мережа з радіовузлом, що дозволяв вести власне мовлення.
- Мережа дротового мовлення під час перерв у трансляції часто використовувалася для піратського мовлення власних програм, часто некоректного змісту. Для цього використовувався звичайний побутовий підсилювач звукової частоти або ж спеціальні трансляційні підсилювачі, які підключалися до мережі оминаючи обмежувальні резистори, встановлені у кожного абонента для захисту лінії від замикання у абонента.